# Cyclophora punctata
Cyclophora punctata là một loài bướm đêm trong họ Geometridae.